# Jenkinshelea magnipennis
Jenkinshelea magnipennis är en tvåvingeart som först beskrevs av Oskar Augustus Johannsen 1908.  Jenkinshelea magnipennis ingår i släktet Jenkinshelea och familjen svidknott. Inga underarter finns listade i Catalogue of Life.